# Џаспер (Алберта)
Општина са специјалним статусом Џаспер (енгл. Specialized municipality of Jasper) је општина са специјалним статусом и административни центар националног парка Џаспер на крајњем западу канадске преријске провинције Алберта. 
Насеље се налази у долини у горњем делу тока реке Атабаске, на 362 км западно од административног центра провинције Едмонтона. 
Прво насеље на месту данашњег основано је 1813. као трговачка станица. Право насеље основано је тек након оснивања националног парка 1907. године. Насеље је 20. јула 2001. добило статус специјалне општине Алберте. 
Према резултатима пописа из 2011. у насељу је живео 4.051 становник што је пад од 5% у односу на стање из 2006. када је ту живело 4.265 становника. На територији целе општине 2011. живеоло је 5.236 становника, од чега је 4.584 било стално насељено а 652 становника са привременим местом боравка.

## Становништво
| 2006. | 2011. |
| ----- | ----- |
| 4.256 | 4.051 |